# Menetije
Menetije (grč. Μενοίτιος, Menoítios) u grčkoj mitologiji Titan je, Japetov i Klimenin sin, bog naglog gnjeva.

## Etimologija
Menetijevo grčko ime znači "snaga koja uništava".

## Mitologija
Menetije je bio slavni ratnik koji je bio drzak prema Zeusu. Prema nekim izvorima, Zeus ga je oborio munjom na gori Trifil, a prema drugim bio je osakaćen i prognan u Tartar. 
U grčkoj mitologiji isto se tako zvao jedan od Hadovih pastira u Eriteji koji je rekao Gerionu da mu je Heraklo ukrao stado. Istoimeni je i Patroklov otac, Aktorov i Eginin sin, prema nekim izvorima jedan od Argonauta.

## Vanjske poveznice
- Menetije u klasičnoj literaturi i umjetnosti (engl.)